# 本芳我家住宅
本芳我家住宅（ほんはがけじゅうたく）は、愛媛県喜多郡内子町内子2696にある建築物。主屋、炊事場、産部屋・便所及び湯殿、土蔵の4棟が重要文化財。八日市護国重要伝統的建造物群保存地区内にある。邸宅内部は非公開であり、庭園のみ見学可能である。

## 歴史

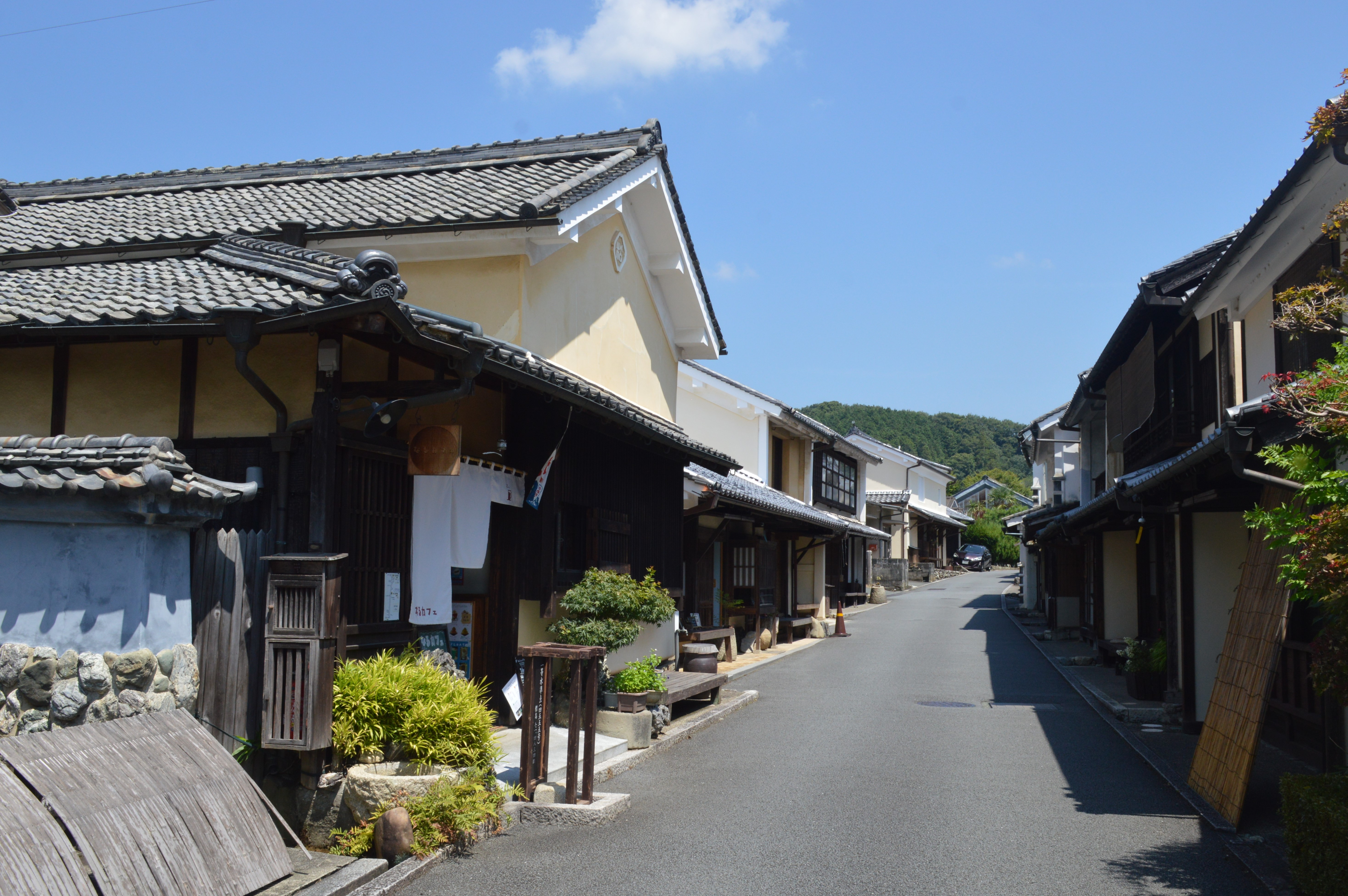
八日市護国の町並み

内子は江戸時代から大洲和紙や木蝋の生産で栄えた町である。豪商の芳我家（本芳我家）は江戸時代後期に木蝋の生産を開始したとされ、天保11年（1840年）に現在地に移った。
明治時代には「旭鶴」という商標で日本国外にも製品を輸出していた。本芳我家からは上芳我家、下芳我家、中芳我家などが分家しているが、いずれも姓は芳我であり、本芳我家、上芳我家、下芳我家、中芳我家という名称は通称である。
1884年（明治17年）に本芳我家の主屋が建てられた。炊事場、産部屋、便所、土蔵も同時期の建築とされている。かつては通りの東側に製蝋施設として晒場を有していた。
1982年（昭和57年）、八日市護国が四国で初めて重要伝統的建造物群保存地区に選定された。1990年（平成2年）9月11日、主屋、炊事場、産部屋・便所及び湯殿、土蔵の4棟が重要文化財に指定された。なお、八日市護国では同時に上芳我家住宅、大村家住宅も重要文化財に指定されている。2006年（平成18年）には本芳我家住宅修理事業が完了した。

## 建築

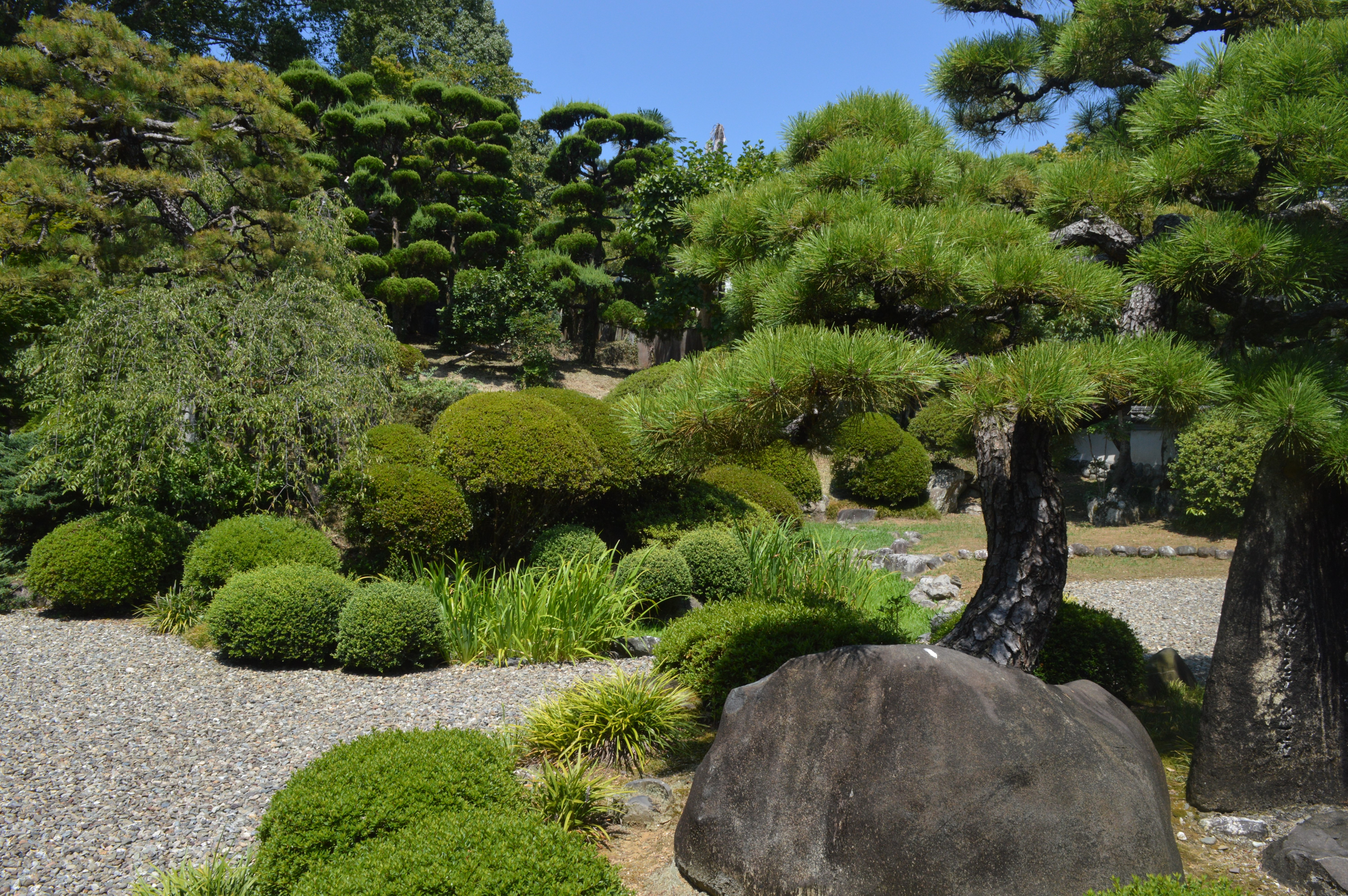
庭園

八日市護国を南北に延びる街道の西側に主屋と土蔵があり、主屋の背後には炊事場があり、主屋の北側に庭園がある。主屋には亀甲のなまこ壁が見られ、鶴・亀・波などの漆喰彫刻が施されており、懸魚や鬼瓦の意匠も凝っている。土蔵には旭鶴の鏝絵が施されている。座敷の造りも豪勢である。
- 主屋 - 木造2階建、入母屋造、桟瓦葺。桁行13.9m、梁間12.7m[3]。
- 炊事場 - 木造、桟瓦葺。桁行12.2m、梁間3.6m[4]。
- 産部屋・便所及び湯殿 - 木造、桟瓦葺。桁行4.7m、梁間5.5m[5]。
- 土蔵 - 土蔵造2階建、桟瓦葺。桁行11.8m、梁間7.9m[6]。

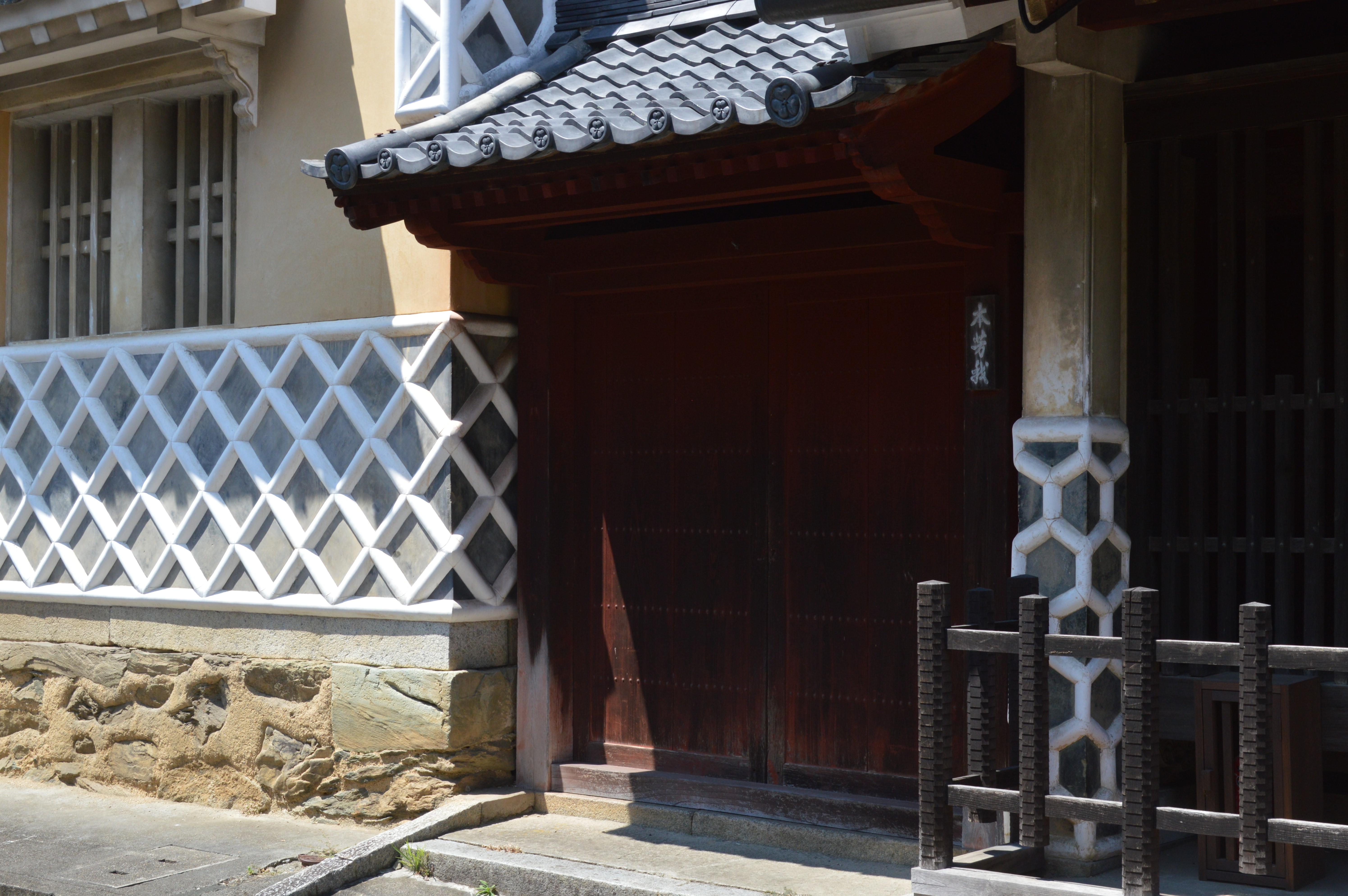
門（主屋）
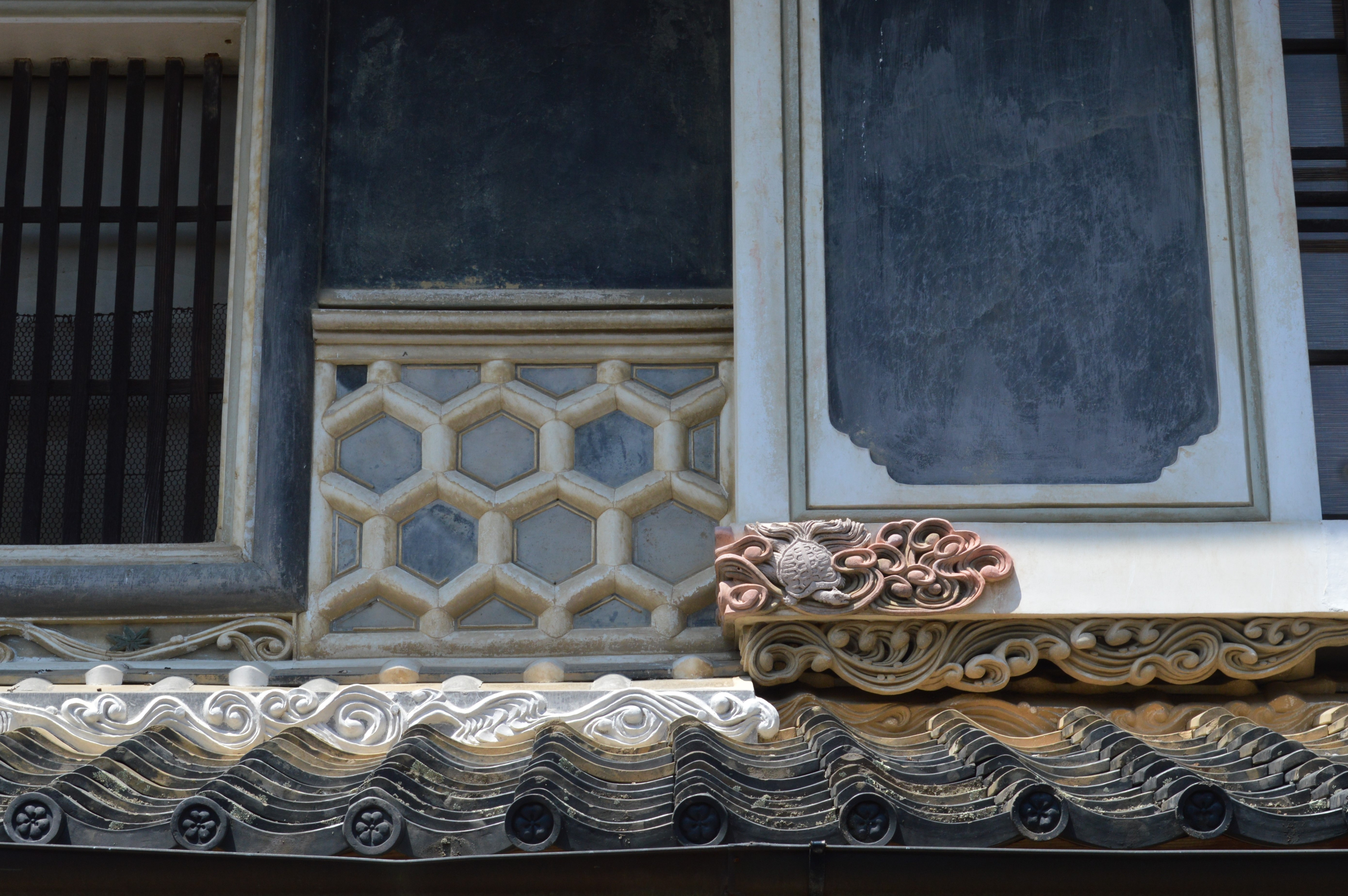
亀甲のなまこ壁や亀・波の漆喰彫刻（主屋）
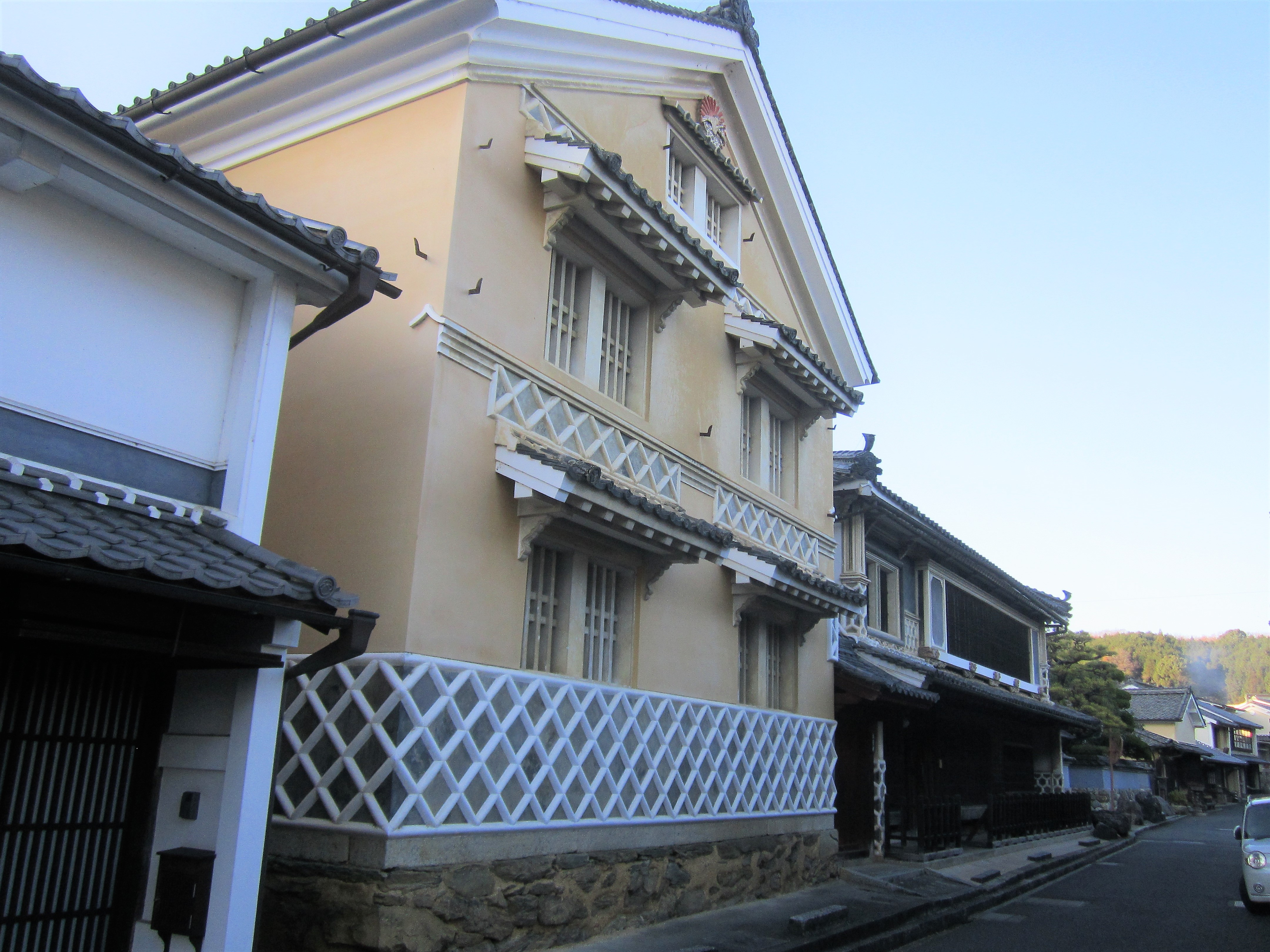
土蔵
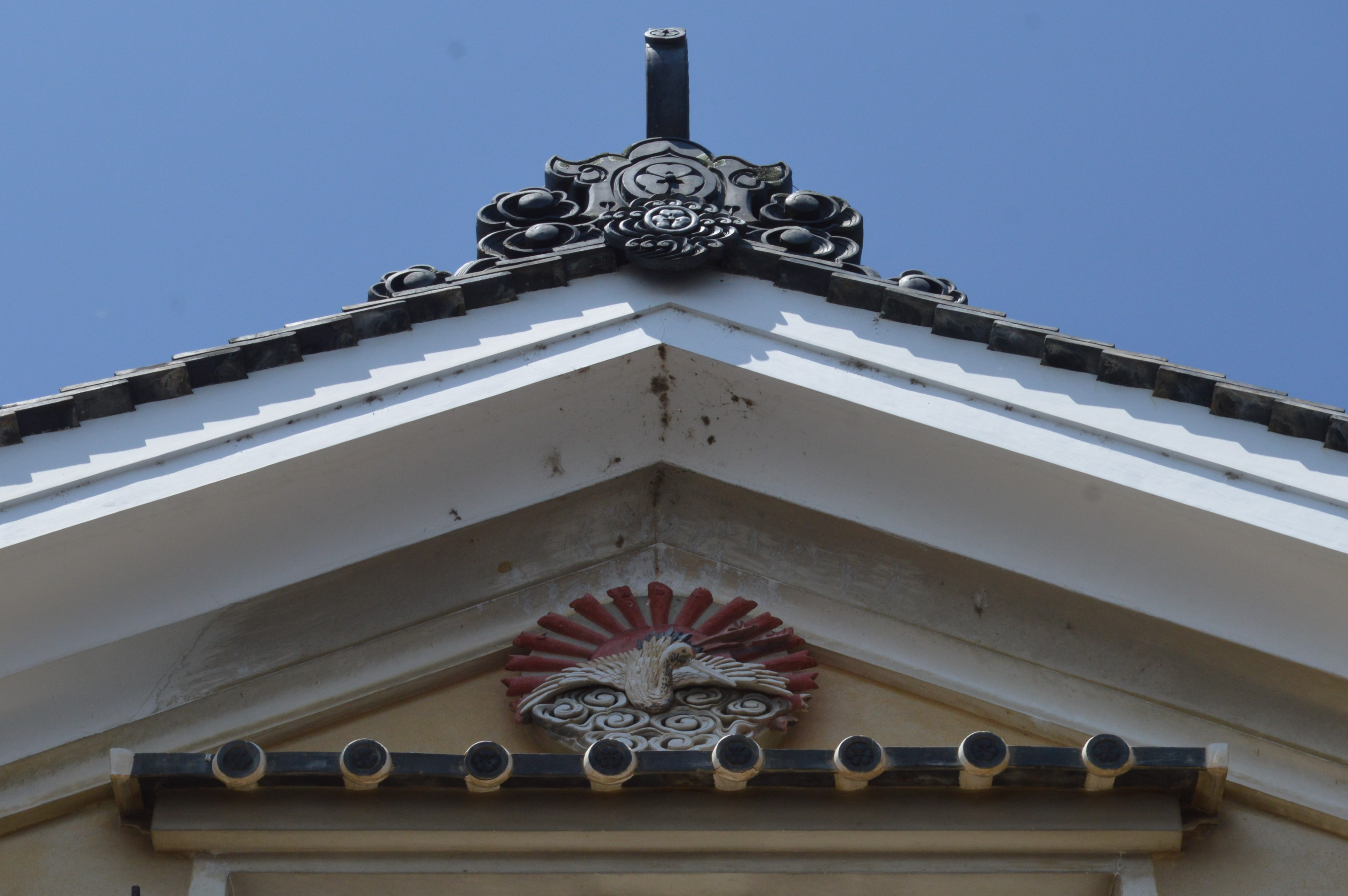
旭鶴の鏝絵（土蔵）